# Lloyd Palun
Lloyd Palun (Arles, 28 november 1988) is een Gabonees voetballer die bij voorkeur als rechtsback speelt. Hij tekende in juli 2017 bij Cercle Brugge.

## Clubcarrière
Palun speelde in de jeugd bij Martigues, waarvoor hij in 2008 zijn opwachting maakte in het eerste elftal. In 2009 trok hij naar Trinité Sport. In 2010 werd Palun opgepikt door OGC Nice. Op 27 april 2011 debuteerde de Gabonees in de Ligue 1 in het Stade Vélodrome tegen Olympique Marseille. Op 4 oktober 2014 scoorde hij zijn eerste treffer in de Ligue 1 in de thuiswedstrijd tegen Montpellier. In juli 2015 verruilde hij OGC Nice voor Red Star Paris. Na twee jaar in de Franse hoofdstad te spelen tekende hij in juli 2017 een contract bij Cercle Brugge.

## Interlandcarrière
Palun werd geboren in het Franse Arles, maar komt uit in het Gabonees nationaal elftal. Op 9 februari 2011 maakte hij zijn debuut als international tegen Congo-Kinshasa.
| Interlands van Lloyd Palun voor Gabon | Interlands van Lloyd Palun voor Gabon | Interlands van Lloyd Palun voor Gabon | Interlands van Lloyd Palun voor Gabon | Interlands van Lloyd Palun voor Gabon | Interlands van Lloyd Palun voor Gabon | Interlands van Lloyd Palun voor Gabon |
| №                                     | Datum                                 | Wedstrijd                             | Uitslag                               | Soort wedstrijd                       | Doelpunten                            |                                       |
| Als speler bij OGC Nice               | Als speler bij OGC Nice               | Als speler bij OGC Nice               | Als speler bij OGC Nice               | Als speler bij OGC Nice               | Als speler bij OGC Nice               | Als speler bij OGC Nice               |
| ------------------------------------- | ------------------------------------- | ------------------------------------- | ------------------------------------- | ------------------------------------- | ------------------------------------- | ------------------------------------- |
| 1.                                    | 9 februari 2011                       | Congo-Kinshasa – Gabon                | 2 – 0                                 | Vriendschappelijk                     | 0                                     |                                       |
| 2.                                    | 7 juni 2011                           | Gabon – Gambia                        | 0 – 1                                 | Vriendschappelijk                     | 0                                     |                                       |
| 3.                                    | 10 augustus 2011                      | Gabon – Guinee                        | 1 – 1                                 | Vriendschappelijk                     | 0                                     |                                       |
| 4.                                    | 6 september 2011                      | Gabon – Niger                         | 1 – 0                                 | Vriendschappelijk                     | 0                                     |                                       |
| 5.                                    | 10 november 2011                      | Gabon – Brazilië                      | 0 – 2                                 | Vriendschappelijk                     | 0                                     |                                       |
| 6.                                    | 15 november 2011                      | Ghana – Gabon                         | 2 – 1                                 | Vriendschappelijk                     | 0                                     |                                       |
| 7.                                    | 16 januari 2012                       | Gabon – Soedan                        | 0 – 0                                 | Vriendschappelijk                     | 0                                     |                                       |
| 8.                                    | 23 januari 2012                       | Gabon – Niger                         | 2 – 0                                 | Afrika Cup 2012                       | 0                                     |                                       |
| 9.                                    | 27 januari 2012                       | Gabon – Marokko                       | 3 – 2                                 | Afrika Cup 2012                       | 0                                     |                                       |
| 10.                                   | 31 januari 2012                       | Gabon – Tunesië                       | 1 – 0                                 | Afrika Cup 2012                       | 0                                     |                                       |
| 11.                                   | 5 februari 2012                       | Gabon – Mali                          | 1 – 1 (4 – 5 n.s.)                    | Afrika Cup 2012                       | 0                                     |                                       |
| 12.                                   | 3 juni 2012                           | Niger – Gabon                         | 3 – 0                                 | Kwalificatie WK 2014                  | 0                                     |                                       |
| 13.                                   | 9 juni 2012                           | Gabon – Burkina Faso                  | 1 – 0                                 | Kwalificatie WK 2014                  | 0                                     |                                       |
| 14.                                   | 8 september 2012                      | Gabon – Togo                          | 1 – 1                                 | Kwalificatie Afrika Cup 2013          | 0                                     |                                       |
| 15.                                   | 14 oktober 2012                       | Togo – Gabon                          | 2 – 1                                 | Kwalificatie Afrika Cup 2013          | 0                                     |                                       |
| 16.                                   | 23 maart 2013                         | Congo-Brazzaville – Gabon             | 1 – 0                                 | Kwalificatie WK 2014                  | 0                                     |                                       |
| 17.                                   | 7 september 2013                      | Burkina Faso – Gabon                  | 1 – 0                                 | Kwalificatie WK 2014                  | 0                                     |                                       |
| 18.                                   | 5 maart 2014                          | Marokko – Gabon                       | 1 – 1                                 | Vriendschappelijk                     | 0                                     |                                       |
| 19.                                   | 6 september 2014                      | Gabon – Angola                        | 1 – 0                                 | Kwalificatie Afrika Cup 2015          | 0                                     |                                       |
| 20.                                   | 10 september 2014                     | Lesotho – Gabon                       | 1 – 1                                 | Kwalificatie Afrika Cup 2015          | 0                                     |                                       |
| 21.                                   | 11 oktober 2014                       | Gabon – Burkina Faso                  | 2 – 0                                 | Kwalificatie Afrika Cup 2015          | 0                                     |                                       |
| 22.                                   | 15 oktober 2014                       | Burkina Faso – Gabon                  | 1 – 1                                 | Kwalificatie Afrika Cup 2015          | 0                                     |                                       |
| 23.                                   | 15 november 2014                      | Angola – Gabon                        | 0 – 0                                 | Kwalificatie Afrika Cup 2015          | 0                                     |                                       |
| 24.                                   | 19 november 2014                      | Gabon – Lesotho                       | 4 – 2                                 | Kwalificatie Afrika Cup 2015          | 0                                     |                                       |
| 25.                                   | 9 januari 2015                        | Senegal – Gabon                       | 1 – 0                                 | Vriendschappelijk                     | 0                                     |                                       |
| 26.                                   | 17 januari 2015                       | Burkina Faso – Gabon                  | 0 – 2                                 | Afrika Cup 2015                       | 0                                     |                                       |
| 27.                                   | 21 januari 2015                       | Gabon – Congo-Brazzaville             | 0 – 1                                 | Afrika Cup 2015                       | 0                                     |                                       |
| 28.                                   | 25 januari 2015                       | Equatoriaal-Guinea – Gabon            | 2 – 0                                 | Afrika Cup 2015                       | 0                                     |                                       |
| 29.                                   | 25 maart 2015                         | Gabon – Mali                          | 4 – 3                                 | Vriendschappelijk                     | 0                                     |                                       |
| 30.                                   | 6 juni 2015                           | Niger – Gabon                         | 2 – 1                                 | Vriendschappelijk                     | 0                                     |                                       |
| 31.                                   | 14 juni 2015                          | Gabon – Ivoorkust                     | 0 – 0                                 | Vriendschappelijk                     | 0                                     |                                       |
| Als speler bij Red Star               |                                       |                                       |                                       |                                       |                                       |                                       |
| 32.                                   | 5 september 2015                      | Gabon – Soedan                        | 4 – 0                                 | Vriendschappelijk                     | 0                                     |                                       |
| 33.                                   | 9 oktober 2015                        | Tunesië – Gabon                       | 3 – 3                                 | Vriendschappelijk                     | 0                                     |                                       |
| 34.                                   | 12 oktober 2015                       | Gabon – Congo-Kinshasa                | 1 – 2                                 | Vriendschappelijk                     | 0                                     |                                       |

Bijgewerkt op 17 april 2016.